# Кокоза, Полина Алексеевна
Полина Алексеевна Кокоза (род. 17 февраля 2005, Астрахань) — российская волейболистка, центральная блокирующая.

## Биография
Начала заниматься волейболом в 2016 году в астраханской ДЮСШ № 2. 1-й тренер — С. Е. Рыбалкин. Выступала за команду «Импульс» (Астрахань) в юниорских соревнованиях.
С 2020 играла за «Липецк»-2 в Молодёжной лиге чемпионата России. В сезоне 2022—2023 дебютировала за основную команду ВК «Липецк» в суперлиге чемпионата России.

### Клубная карьера
- 2020—2023 —  «Липецк»-2 (Липецк);
- с 2023 —  «Липецк» (Липецк)